# Natalândia
Natalândia is een gemeente in de Braziliaanse deelstaat Minas Gerais. De gemeente telt 3.376 inwoners (schatting 2009).

## Aangrenzende gemeenten
De gemeente grenst aan Bonfinópolis de Minas, Dom Bosco en Unaí.